# Marco Negri (calciatore)
Marco Negri (Milano, 27 ottobre 1970) è un ex calciatore italiano, di ruolo attaccante.

## Carriera

### Giocatore
Iniziò la carriera nell'Udinese, per poi giocare alcuni campionati di Serie C2 e C1 con Novara e Ternana; coi rossoverdi nel 1991-1992 vinse il campionato e ottenne la promozione in Serie B. Con la nuova stagione passò al Cosenza in cadetteria, poi nel 1993 andò al Bologna in C1. Nel 1994 ritornò a Cosenza, giocando un campionato positivo e mettendosi in luce; in maglia rossoblu giocò nel reparto offensivo insieme a Francesco Palmieri e Luigi De Rosa, battendo il suo record personale con 19 reti. Nel 1995-1996 passò poi al Perugia, con cui ottenne subito la promozione in Serie A: un traguardo che in casa biancorossa mancava da quindici anni, e a cui l'attaccante contribuì con 18 centri. L'annata successiva, alla sua stagione d'esordio in massima serie, Negri mise a segno 15 gol; i grifoni a fine anno retrocessero in Serie B, ma le buone prestazioni offerte in Umbria gli valsero le attenzioni dei Rangers: desideroso di avere un'esperienza all'estero, venne acquistato dal club scozzese per 3,5 milioni di sterline.
In Gran Bretagna l'attaccante italiano visse un'immediata esplosione, che lo portò a realizzare 32 gol in 29 partite nella stagione 1997-1998; Negri si presentò oltremanica siglando 23 reti nelle prime 10 partite (miglior media in Europa), e il 23 agosto 1997 mise a segno una cinquina al Dundee Utd, eguagliando Paul Sturrock e diventando il secondo giocatore nella storia della Scottish Premier League a segnare 5 reti in una partita. Venne eletto più volte Player of the month e si aggiudicò a fine stagione il titolo di capocannoniere del torneo scozzese: Negri entrò così nel ristretto novero dei calciatori italiani capaci di vincere la classifica marcatori in un campionato straniero, e i suoi gol gli valsero a livello mondiale il 5º posto nella graduatoria annuale della Scarpa d'oro e l'inserimento tra i primi 100 (al 91º posto) nel FIFA World Player of the Year 1997.
La stagione 1997-1998 rappresentò il punto più alto nella carriera del calciatore. In quel periodo subì un incidente alla retina dell'occhio avvenuto durante una partita di squash con il compagno di squadra Sergio Porrini, che lo costrinse a fermarsi per più di un mese e mezzo. Dopo l'infortunio tornò a giocare in squadra, ma fu vittima di un'altra serie di problemi fisici: prima una polmonite, poi un malanno alla schiena e infine un'operazione per curare un'ernia. Per i successivi due anni non riuscì a giocare né allenarsi con continuità, e non offrì più le prestazioni del passato; a metà della stagione 1998-1999, l'allenatore lo escluse dalla squadra e il presidente gli congelò lo stipendio.
Chiusa l'esperienza scozzese, nel gennaio del 1999 tornò in Italia venendo ceduto in prestito al Vicenza, dove restò un anno; nel 2001, non rientrando nei piani del nuovo manager dei Rangers Dick Advocaat, fu definitivamente venduto al Bologna, dove aveva già militato a metà degli anni 1990. La seconda esperienza nella città emiliana non fu positiva, raccogliendo 3 presenze nell'intero campionato di Serie A. Scese poi tra i cadetti al Livorno dove, alla prima da titolare in casa, firmò una tripletta nel 4-2 degli amaranto contro la sua ex squadra del Cosenza; in Toscana segnò 8 reti in 19 partite. Nel 2004 tornò per la seconda volta a Perugia, dove collezionò 3 presenze. Nel 2005 decise quindi di ritirarsi, per dedicarsi a tempo pieno alla famiglia.

### Dopo il ritiro
Nel dicembre 2017 entra nello staff tecnico dell'Udinese, agli ordini dell'allenatore Massimo Oddo, col ruolo di preparatore degli attaccanti bianconeri.

## Palmarès

### Club
- Campionato italiano Serie C1: 1

Ternana: 1991-1992 (girone B)

### Individuale
- Capocannoniere del Campionato scozzese: 1

1997-1998 (32 gol)